# زوران بانوویچ
زوران بانوویچ (صربی: Zoran Banović؛ زادهٔ ۱۴ اکتبر ۱۹۷۷) بازیکن فوتبال اهل مونته‌نگرو بود.
از باشگاه‌هایی که در آن بازی کرده‌است می‌توان به باشگاه فوتبال سوتیسکا نیکشیچ و باشگاه فوتبال ستاره سرخ بلگراد اشاره کرد.
وی همچنین در تیم ملی فوتبال صربستان و مونته‌نگرو بازی کرده‌است.